# Plaza Ictinos
La Plaza Ictinos es la Plaza de Armas de la comuna de Peñalolén, Chile. Es considerada importante para la comuna de Peñalolén por su revelancia histórica-social.
Se ubica en el cuadrante Avenida Grecia, Ictinos, El Continente y Cuenca.

## Historia
La Plaza actual nació en conjunto con la construcción de La Faena (nombre de la actual Villa Tobalaba) y Lo Hermida a fines del año 1956, con fines de un lugar de relajación para el sector oriente de la entonces Ñuñoa.
Tras el golpe de Estado del 11 de septiembre de 1973, la plaza fue clausurada y cerrada con muros, allí se llevaban a los detenidos de Peñalolén, y luego eran trasladados a los respectivos centros de detención. El año 1984 la plaza se reabrió a la comunidad, quedando el murallón del sector oriente, el cual nunca se pudo destruir (leyenda urbana), por lo que la plaza redujo su superficie notablemente.
En 1990 comienza la restauración, con la cual se construye un gimnasio, en el cual se hacen tocatas, deportes y la feria navideña de Peñalolén. El recinto deportivo actualmente se denomina Polideportivo Sergio Livingstone Polhammer.
El 11 de septiembre de 2007, al cumplirse exactos los 17 años después del fin de la dictadura militar, el alcalde Claudio Orrego inaugura un monumento en memoria a los ejecutados políticos y a los detenidos desaparecidos de Peñalolén.
La Plaza sirve como centro comercial, industrial y social de Peñalolén, ya que aquí se hacen propagandas a los alcaldes, senadores, diputados e incluso presidentes que postulan a los distintos cargos.
Su entorno es enteramente comercial. También a pocos metros se encuentra la iglesia evangélica de Peñalolén y la capilla católica San Carlos de Peñalolén, también hay tres estaciones de radio y un canal de televisión.
- Datos: Q6079581
- Multimedia: Plaza Ictinos / Q6079581